# Xuan Yuan Sword 7
A Xuan Yuan Sword 7 (kínaiul: 轩辕剑) tajvani ARPG játék, amelyet a Softstar Xuan Yuan Sword 7 DOMO Studiója fejlesztett. 
Xuan Yuan tulajdonképpen a Sárga Császár legendás fegyvere volt, amelyet arra használt, hogy megvédje az akkori Kínát Cse Ju-tól. A játék a kínai mitológiát és az ősi történelmet mutatja be, és ennek világában játszhatunk. A játékos Taishi Zhao-val játszhat, aki maga a játék főszereplője. Taishi Zhao gyerekkori pillanatait tekinthetjük meg a játék legelején, ahol Zhao családját a húgán kívül teljesen lemészárolják. Évekkel később Zhao útnak indul, hogy választ kapjon kérdéseire, útja során pedig számos ellenséggel és mitikus szörnnyel kell megküzdenie.
A rpgamer.com értékelésén 3,5 pontot ért el a lehetséges 5-ből.